# San Paolo Solbrito
San Paolo Solbrito (piemontiul: San Pàul Subrì) település Olaszországban, Piemont régióban, Asti megyében. Lakosainak száma 1159 fő (2023. január 1.). San Paolo Solbrito Dusino San Michele, Montafia, Roatto, Villanova d’Asti és Villafranca d’Asti községekkel határos.

## Népesség
A település lakossága az elmúlt években az alábbi módon változott:
| Lakosok száma | 1207 | 1180 | 1159 |
|               | 2017 | 2018 | 2023 |